# بنو أفراسياب

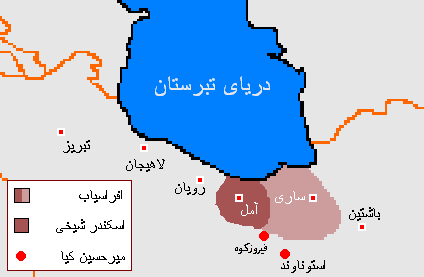

بنو أفراسياب سلاسة مسلمة حكمت بمازندران من القرن السابع إلى أوائل القرن العاشر الهجري.
انتهى حكمهم حين فتح إسماعيل الصفوي مازندران سنة 909 هـ.

## قائمة الحكام
حسب زامباور:
| الحاكم                        | تعليقات                                          |
| ----------------------------- | ------------------------------------------------ |
| أفراسياب                      | 750 هـ - قتل صهره فخر الدولة حسن أخر الباونديين. |
| كيا فخر الدين جلاوي           | 760 هـ                                           |
| كيا كشتاسپ                    | صهر حسن الباوندي.                                |
| إسكندر الشيخي بن أفراسياب     | قتله تيمور.                                      |
| كيا حسن بن لهراسب بن أفراسياب | حتى سنة 907 هـ                                   |

## المصدر
1. ↑  المستشرق زامباور (1400 هـ). معجم الأنساب والأسرات الحاكمة في التاريخ الإسلامي. بيروت: دار الرائد العربي - أخرجه زكي محمد حسن بك وحسن احمد محمود وآخرون. ص. 287. {{استشهاد بكتاب}}: تحقق من التاريخ في: |سنة= (مساعدة)